# Héliogabale (tragédie lyrique)
Pour les articles homonymes, voir Héliogabale (homonymie).

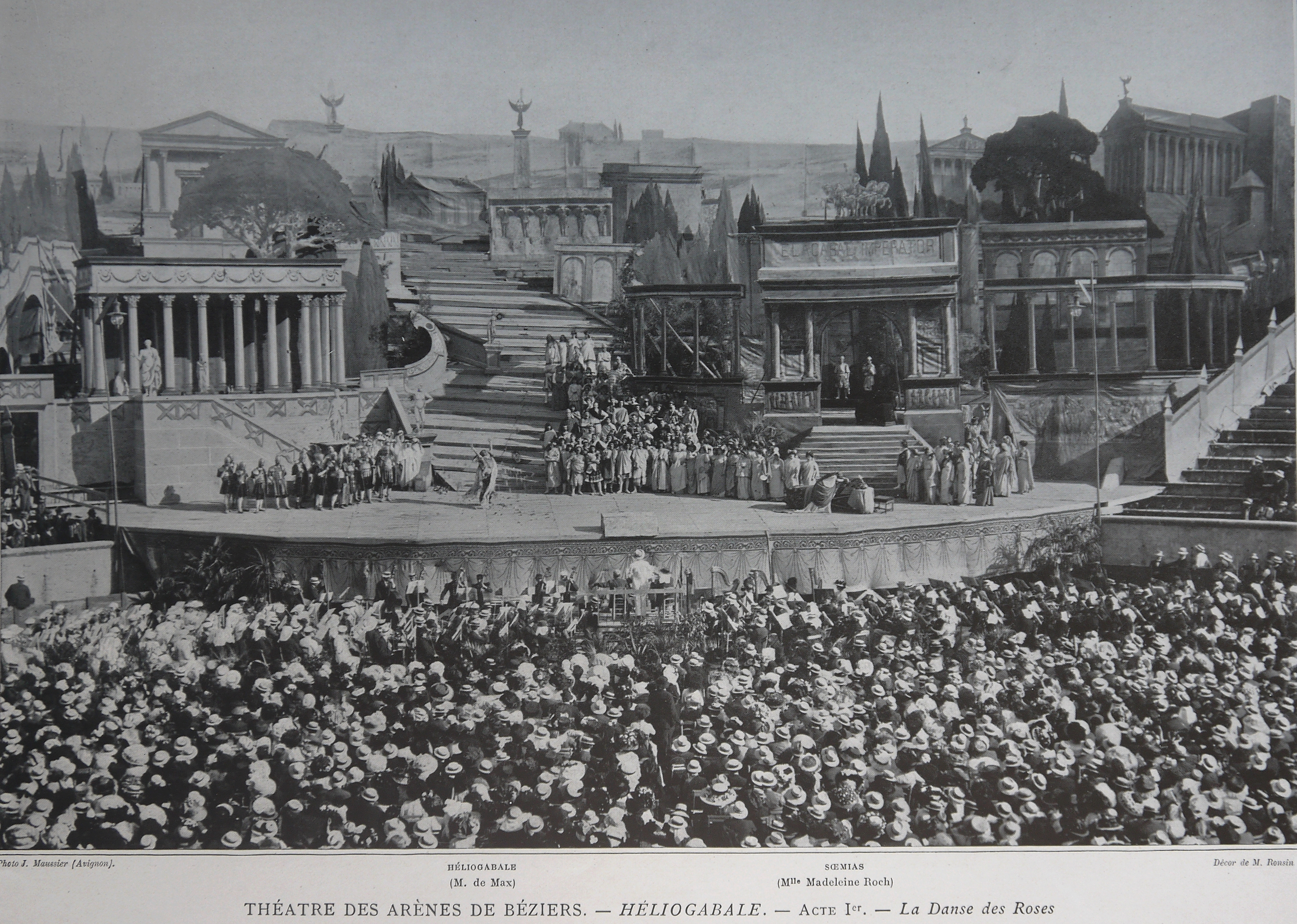
Héliogabale aux arènes de Béziers. Photographie dans Le Théatre, no 283, octobre 1910.

Héliogabale est une tragédie lyrique française avec ballet en trois actes et un prologue, composée en 1910 par Déodat de Séverac et donnée dans le cadre des spectacles de plein air, dans les arènes modernes de Béziers en août 1910, sur un livret d'Émile Sicard et un prologue de Charles Guéret.

## Genèse de l'œuvre
En septembre 1909, Déodat de Séverac écrit à Fernand de Castelbon de Beauxhostes l'initiateur des représentations lyriques aux arènes de Béziers qui ont lieu chaque été depuis 1898 et lui propose de composer une œuvre « absolument méridionale pour l'admirable cadre de Béziers ». Il lui est répondu favorablement. Le compositeur s'installe à Céret dans les Pyrénées afin d'écrire la musique de sa tragédie lyrique en trois actes ainsi qu'un prologue et un ballet mimodrame. Le livret en vers et adapté du livre de Jean Lombard, L'agonie, par Emile Sicard.
Séverac déclare à propos d'Héliogabale : « J'ai conçu cette musique comme des séries de panneaux décoratifs. je suis très satisfait de mes chœurs. Il me semble qu'il sonne bien. Nous verrons ! Quant à l'orchestration, je considère l'énorme masse sonore dont je dispose comme un grand orgue et je fais surtout des oppositions de claviers ».
Après dix jours de répétitions menées parfois au piano par Séverac lui-même, la première eut lieu le dimanche 21 août 1910 à 15 h 30 devant plus de quinze mille spectateurs. Malgré les deux représentations, le 21 août et le 23 août 1910, l'entreprise s'avéra un gouffre financier. Les dépenses (102 627 francs) dépassaient largement les recettes (51 192 francs). Joseph Charry, directeur artistique du théâtre, avait en effet considérablement baissé le prix de places et distribué de nombreux billets gratuits pour s'assurer de l'affluence de cette semaine festive a Béziers. Séverac, Charles Guéret, Emile Sicard et Gabriel Boissy déposent plainte contre lui auprès de la Société des auteurs afin de sauvegarder leurs droits. Cherry confisqua le matériel orchestral et vocal d'Héliogabale. À la suite d'une médiation d'Henri Auriol un avocat et député  de Toulouse et du docteur Boyer, la plainte fut retirée. Le 4 et 11 février ainsi que le 23 avril 1911, la pièce musicale fut donnée à la salle Gaveau à Paris, toujours sous la direction orchestrale de Louis Hasselmans. Par la suite, Héliogabale fut joué plus ou moins partiellement à Orange, le 3 août 1936, à Céret et la dernière fois à Barcelone en juillet 1972 sous la direction de Àngel Colomer i del Romero avec l'orchestre du grand théâtre de la ville de Barcelone

## Réception
La presse nationale et régionale est presque unanime. Dans la revue Le Théâtre (en octobre 1910), Gabriel Boissy écrit : « M.D. de Séverac  a composé sur un triple thème : l'occident romain, l'orient d'Elagabale le syriaque, la liturgie des catacombes, une musique qui est bien près d'être un chef-d’œuvre ». Félicien Grédy : « la musique de M.D. de Séverac, un des meilleurs musiciens de cette époque, a la double vertu de la force et de la simplicité ». Raoul Davray dans L'éclair : « M. de Séverac est excellent musicien. Mais surtout, quel exquis musicien. Depuis le Prométhée de Gabriel Fauré, nous n'avions pas vu à Béziers pareille fête d'art lyrique. Mes préférences convergent sans hésitation sur l'acte religieux des catacombes. Ici tout est ordre et beauté ».
L'Action française dans son édition du 7 septembre 1910 est plus nuancée à propos du livret d'Émile Sicard notamment : « [...] ses fantaisies prosodiques, ses métaphores déroutantes n'ajoutent rien aux beautés réelles de certains passages, a moins que ce ne soit à titre de repoussoir, ce qui serait insuffisant ». De Séverac il est dit :  «Toute la musique du deuxième acte est de la plus pure beauté [...] Quoi qu'il en soit, il faut saluer cette œuvre comme une des meilleures qu'on ait jamais écrite pour les théâtres en plein vent.»

## Rôles
| Rôle                                                             | Voix            | Première représentation, 21 août 1910 (Chef d'orchestre : Louis Hasselmans) |
| ---------------------------------------------------------------- | --------------- | --------------------------------------------------------------------------- |
| Cynthia                                                          | soprano         | Germaine Le Senne, de l'Opéra de Paris                                      |
| Lucius                                                           | ténor           | Paul Franz, de l'opéra de Paris                                             |
| Praetextat                                                       | baryton         | M. Demangane                                                                |
| Héliogabale                                                      | acteur          | Edouard de Max                                                              |
| Rusca                                                            | acteur          | M.Alexandre, de la Comédie-Française                                        |
| Calixtus                                                         | acteur          | Henri Perrin, de l'Odéon                                                    |
| Claudien                                                         | acteur          | Jean Hervé, de la Comédie-Française                                         |
| Soemias                                                          | actrice         | Madeleine Roch, de la Comédie-Française                                     |
| Julia                                                            | actrice         | Lucie Brille, de l'Odéon                                                    |
| Coelia                                                           | actrice         | Marcelle Schmidt                                                            |
|                                                                  | danseuse étoile | Jeanne Barbier, de l'Opéra de Paris                                         |
|                                                                  | danseuse étoile | Nina Sereni, de la Scala de Milan                                           |
|                                                                  | danseuse étoile | Ea Karité, de l'Opéra-Comique                                               |
| Corps de ballet de 60 ballerines,ensemble vocal de 160 personnes |                 |                                                                             |

## Résumé de l'œuvre
Cette tragédie lyrique évoque le règne bref et mouvementé de l'empereur romain Héliogabale de 218 a 222 sous le nom de Marcus Aurelius Antonius.

### Prologue
À Rome, Cynthia et Lucius évoquent la luxure romaine et l'ascension de la religion chrétienne (duo :"Les deux triomphes")

### Acte I
Soemias, mère d'Héliogabale, et sa sœur Julia se retrouvent et tentent de se tromper mutuellement . Julia veut faire de son fils Antonius le nouvel empereur. Héliogabale, mis au courant, n'y prête pas attention ; il ne s'intéresse qu'aux fêtes et voluptés qui ont cours en son palais. Alors qu'il devrait veiller sur l'empire, il annonce un nouveau supplice. Il a fait enlever les deux filles de Rusca, un riche fermier ; celui-ci vient réclamer leur libération. Pour toute réponse Héliogabale lui dit qu'elles seront données en pâture a deux jeunes lionceaux. Pour finir la journée, il invite a un banquet certains de ces amis qu'il sait être conjurés contre lui. Au milieu du festin, des roses pleuvent du plafond, si nombreuses qu'elles finissent par étouffer les convives. Le jeune empereur exulte, des chants s'élèvent dans la frénésie.

### Acte II
Devant l'entrée des catacombes, Rusca, en chef chrétien, assiste a la bénédiction par l'évêque de Rome du mariage de Claudien, un ancien favori d'Héliogabale, et d'une jeune vierge, Coelia. Julia toujours prête a comploter, cherche des complices parmi les chrétiens réunis. Rusca accepte d'aider Julia a renverser l'empereur.

### Acte III
Devant le danger imminent, Soemias tente de galvaniser son fils. Héliogabale, de nature neurasthénique, dédaigne toute lutte et préfère se souvenir de ses jeunes années. Rusca, accompagné d'une horde de chrétiens déchaînés et de prétoriens révoltés, envahit le palais. L'empereur déclame un hymne au soleil avant d'être jeté dans le Tibre et de mourir.

## Structure musicale
Prologue
- Les deux triomphes

### Acte I
- no 1 4:15 3
- no 2 - Scène VI - Cortège des Roses
- no 3 - Scène VII - Cortège d'Héliogabale
- no 4 - Scène X
- no 5 - Scène X

### Acte II
Prélude (Invocation)  
- no 1 - Scène I - Les Chrétiens
- no 2 - Scène I - Sortie de Callixtus
- no 3 - Scène IV - Entrée des Chrétiens (avant la scène du Baptême)
- no 4 - Scène du Baptême / Le Baiser de Paix
- no 5 - Scène IV / Chœur final

### Acte III
- no 1 - Introduction et Danse du Soleil
- no 2 - Scène II - Procession / Ballet - La Résurrection d'Adonis / Les Funérailles d'Adonis
- no 3 - Scène IV - Allegretto / Final / La mort / Schlußapplaus

## Fiche technique
- Compositeur : Déodat de Séverac
- Livret : Emile Sicard, d'après Jean Lombard
- Mise en scène :  M. Dherbilly
- Direction : Joseph Charry
- Prologue : Charles Guéret
- Orchestration : Joseph Lignon
- Direction musicale : Louis Hasselmans
- Ballet mimodrame : La résurrection d'Adonis = scénario : Gabriel Boissy / Maître de ballet : M.Belloni
- Décors : Eugène Ronsin et L. Darlot
- Costumes : de l'Opéra Nationale
- Régisseur général : M. Derbilly
- Musiques militaires : Equipages de la flotte de Toulon, 2e génie de Montpellier, école d'artillerie de Toulouse
- Harmonie : Les enfants de Béziers, Le rallye biterrois, L'estudiantina biterroise

## Livret
- Edition originale en 1910 par  Imprimerie moderne., 1910 (Béziers)
- Réédition en 1930 par Rouart, Lerolle & Cie (Paris)[7]

## Partitions
- Editions Rouart-Lerolle (1910)/ You scribe (pdf 99 pages) :